# Our Home-Made Army

Our Home-Made Army est un film muet américain, sorti 1914.

## Synopsis
Le lieutenant est amoureux de la fiancée du général, et la guerre lui donne de nombreuses occasions d'être avec celle-ci qui ne dédaigne pas ses attentions. La présence d'un espion fournit de nombreuses opportunités de situations burlesques.

## Fiche technique
- Date de sortie :
  - États-Unis : 17 octobre 1914

## Distribution
- Clarence Barr : Général
- Dave Morris : Lieutenant
- Walter V. Coyle : Espion
- Florence Lee : Infirmière
- Louise Owen : Infirmière
- Madge Kirby : Infirmière
- Gus Pixley : Soldat
- Jack Mulhall : Soldat
- Gus Alexander : Soldat